# Tomé Makhweliha
Tomé Makhweliha (Gurúè, Zambézia, 2 de gener de 1945) és un religiós moçambiquès, arquebisbe de Nampula i president de la Conferència Episcopal de Moçambic (2006-2009).
Va ingressar a la Congregació dels Dehonians del Sacerdots del Sagrat Cor de Jesús, i fou ordenat sacerdot el 8 de desembre de 1973. Va exercir com a assistent per a Àfrica d'aquesta congregació fins que el papa Joan Pau II el va nomenar bisbe de Pemba el 24 d'octubre de 1997. Fou consagrat bisbe el 18 de gener de 1998 per l'arquebisbe de Nampula, Manuel Vieira Pinto.
El 16 de novembre de 2000 va ser nomenat arquebisbe de Nampula. De 2006 a 2009 va exercir com a president de la Conferència episcopal de Moçambic. El 25 de juliol de 2016 el Papa Francesc va acceptar la seva renúncia per motius de salut.